# Marcus Elieser Bloch
Marcus Elieser Bloch (Ansbach, 1723 – Karlovy Vary, 6 agosto 1799) è stato un ittiologo tedesco.
Bloch nacque ad Ansbach e esercitò come medico a Berlino. Considerato uno dei più importanti ittiologi del secolo XVIII, divenne famoso per il suo lavoro enciclopedico in ittiologia. Tra 1782 e 1795 pubblicò l'opera Allgemeine Naturgeschichte der Fische, una ricerca sui pesci in 12 volumi splendidamente illustrati. I primi tre volumi descrivono i pesci della sua Germania e furono chiamati Oeconomische Naturgeschichte der Fische Deutschlands, i restanti volumi trattano dei pesci del resto del mondo e furono chiamati Naturgeschichte der ausländischen Fische.
La collezione di Bloch, di circa 1500 specie, oggi è preservata per il Museo di Storia Naturale dell'Università Humboldt di Berlino.
| Bloch è l'abbreviazione standard utilizzata per le specie animali descritte da Marcus Elieser Bloch. Categoria:Taxa classificati da Marcus Elieser Bloch |